# Proňa
Proňa (bělorusky Проня) je řeka v Bělorusku (Mohylevská oblast). Je to pravý přítok řeky Sož (povodí Dněpru). Je 172 km dlouhá. Povodí má rozlohu 4910 km².

## Průběh toku
Řeka pramení na Smolenské vysočině.

## Vodní režim
Zdroj vody je smíšený s převahou sněhového. Průměrný průtok vody v ústí činí 30 m³/s. V létě dochází k povodním, které jsou způsobené dešti. Zamrzá na konci listopadu a rozmrzá na konci března.

## Využití
Leží na ní města Horki, Slavgorod.